# Neophrynichthys
Neophrynichthys is een geslacht van straalvinnige vissen uit de familie van psychrolutiden (Psychrolutidae).

## Soorten
- Neophrynichthys heterospilos Jackson & Nelson, 2000
- Neophrynichthys latus (Hutton, 1875)